# John Macoun
John Macoun (17 de abril de 1831, Magheralin, Condado de Down (Irlanda del Norte) – 18 de junio de 1920, Sidney, Columbia Británica (Canadá)) fue un botánico canadiense (nacido norirlandés).

## Biografía
Tercer hijo de James Macoun y de Anne Jane Nevin. En 1850 el empeoramiento de la situación económica en Irlanda obliga a su familia a migrar a Canadá, instalándose en Seymour Township, Ontario, haciéndose granjeros. Insatisfecho con este trabajo, se emplea de maestro en 1856.
Obtiene su Maestría en Artes en Siracusa. Durante este tiempo desarrolla un interés cercano a la obsesión en botánica. Aunque su educación formal había sido poca, su conocimiento y dedicación al trabajo de campo lo pusieron en la avanzadilla, ganando el respeto de varios botánicos profesionales.
Explora una granja en 1857.
En 1860 enseña en la escuela de Belleville, y establece correspondencia con botánicos como Asa Gray, Sir William Jackson Hooker, George Lawson, Louis-Ovide Brunet. Éste lo invita en 1868 para presentarse a la cátedra de Botánica y Geología en el "St. Alberts College" de Belleville, cargo que obtiene.
Se casa el 1 de enero de 1862 con Ellen Terrill, de Brighton, Ontario, teniendo dos varones y tres mujeres.
En 1872, se reúne con Sanford Fleming, ingeniero jefe del propuesto "Ferrocarril Canadiense Pacífico". Fleming lo contrata y participa de su expedición al Pacífico de 1872, y de 1872 a 1881, Macoun participa de cinco separadas expediciones al Noroeste. Si bien, lo más importante era determinar la mejor ruta para el FF.CC., otro importante objetivo fue censar el potencial agrícola de varias regiones del oeste. Esos años correspondieron a un tiempo de precipitaciones excepcionalmente elevadas, concluyendo que grandes regiones del Noroeste eran ideales para agricultura. Desafortunadamente, este error de apreciación por el ciclaje climático desconocido, incluyó las planicies normalmente áridas del sur de Saskatchewan y de Alberta (región hoy conocida como "Triángulo Palliser", que sufrió la aridez durante la Gran Depresión de los 1930s.
Es profesor de historia natural de 1875 a 1879.
En 1881 es botánico del gobierno, luego director asistente y naturalista del Bureau de Investigación Geológica en 1887.

## Honores
En 1888, es elegido miembro de la Sociedad Real de Canadá.

### Eponimia
Alice Eastwood (1859-1953) le dedica en 1913 la especie Oreocarya macounii de la familia de las Boraginaceae. Y otras 160 más por diversos autores, y también con el epíteto macouniana.
- La abreviatura «Macoun» se emplea para indicar a John Macoun como autoridad en la descripción y clasificación científica de los vegetales.[3]

### Fuente
- Ray Desmond (1994). Dictionary of British and Irish Botanists and Horticulturists including Plant Collectors, Flower Painters and Garden Designers. Taylor & Francis, & The Natural History Museum (Londres)
- John Macoun (1979). Autobiografía de John Macoun, explorador canadiense y naturalista, 1831-1920. Ottawa Field-Naturalists' Club. ISBN 0-9690251-0-6.